# Флави-ле-Мартель
Флави́-ле-Марте́ль (фр. Flavy-le-Martel) — коммуна во Франции, находится в регионе Пикардия. Департамент коммуны — Эна. Входит в состав кантона Рибмон. Округ коммуны — Сен-Кантен.
Код INSEE коммуны — 02315.

## Население
Население коммуны на 2010 год составляло 1636 человек.
| 1962 | 1968 | 1975 | 1982 | 1990 | 1999 | 2010 |
| ---- | ---- | ---- | ---- | ---- | ---- | ---- |
| 1507 | 1543 | 1560 | 1504 | 1563 | 1520 | 1636 |

## Экономика
В 2010 году среди 993 человек трудоспособного возраста (15—64 лет) 703 были экономически активными, 290 — неактивными (показатель активности — 70,8 %, в 1999 году было 63,6 %). Из 703 активных жителей работали 604 человека (346 мужчин и 258 женщин), безработных было 99 (51 мужчина и 48 женщин). Среди 290 неактивных 71 человек были учениками или студентами, 96 — пенсионерами, 123 были неактивными по другим причинам.